# Stanisława Nikodym
Stanisława Nikodym  (née Liliental; Varsóvia, 2 de julho de 1897 — Varsóvia, 25 de março de 1988) foi uma matemática e pintora polonesa, conhecida por seu trabalho em continuum, em especial continuums jordanianos.

## Formação
Stanisława Dorota Liliental nasceu em Varsóvia, filha de Regina Lilientalowa, uma etnógrafa, e Nathan Liliental. Stanisława tinha um irmão mais novo, Antoni (nascido em 1908). Frequentou a escola primária de Helena Skłodowska-Szalay e foi para a escola privada de Varsóvia para mulheres durante 7 anos. Ingressou na Universidade de Varsóvia em 1916, estudando matemática com os professores Stefan Mazurkiewicz, Zygmunt Janiszewski e Wacław Sierpiński.
Casou em 1924 com o matemático Otto Marcin Nikodým, indo trabalhar com ele em Cracóvia. Orientada por Mazurkiewicz, obteve um doutorado na Universidade Jaguelônica em 1925. Foi a primeira mulher na Polônia a obter um doutorado em matemática.
Recebendo financiamento governamental para estudar em Paris, ela e Otto frequentaram a Sorbonne por dois anos a partir de 1926. Em 1930 voltaram para Varsóvia. Ela começou a trabalhar na Escola Politécnica de Varsóvia, trabalhando com Franciszek Leja até 1936, quando ele partiu para Cracóvia.
Seu irmão, Antoni, químico e oficial do exército polonês, foi assassinado durante o Massacre de Katyn em 1940. Sob a ocupação nazista da Polônia, ocupações desnecessárias, incluindo ensino superior, foram suprimidas. Os Nikodyms davam aulas clandestinas de matemática, apesar do perigo de punição. Na Revolta de Varsóvia de 1944, ela e seu marido perderam seus pertences, incluindo vários trabalhos matemáticos não publicados. Eles se mudaram para a Bélgica para um congresso de matemáticos em 1946, e Otto deu aulas em várias cidades europeias, antes deles emigrarem para os Estados Unidos, estabelecendo-se em Gambier, Ohio.
Após a morte de seu marido em 1974, ela doou seus artigos e pinturas para o Briscoe Center for American History na Universidade do Texas, Austin. Stanisława Nikodym morreu em Varsóvia em 1988.

## Publicações selecionadas
- Nikodym, Stanisława (1925). «Sur les coupures du plan faites par les ensembles connexes et les continus». Fundamenta Mathematicae. 7: 15–23. doi:10.4064/fm-7-1-15-23
- Nikodym, Otto; Nikodym, Stanisława (1936). Wstęp do rachunku rózniczkowego (em polaco). Warsaw: Nasza Księgarnia
- Nikodym, Stanisława (1948). Wzory i krótkie repetytorium matematyki. Poznan: Księgarnia W. Wilka
- Nikodym, Otto; Nikodym, Stanisława (1954). «Sur l'extension des corps algébriques abstraits par un procédé généralisé de Cantor». Rendiconti dell'Accademia Nazionale dei Lincei (Classe di Scienze Fisiche, Matematiche e Naturali). 8. 17
- Nikodym, Otto; Nikodym, Stanisława (1957). «Some theorems on divisibility of infinite cardinals». Archiv der Mathematik. 8 (2): 96–103. doi:10.1007/BF01900432